# Tour del Vietnam
El Tour del Vietnam» és una cursa ciclista per etapes vietnamita. Creada el 2012, ja va entrar a formar part de l'UCI Àsia Tour.

## Palmarès
| Any  | Vencedor | Segon           | Tercer            |
| ---- | -------- | --------------- | ----------------- |
| 2012 | En Huang | Nguyen Hung Mai | Mohammad Rajablou |